# Třebestovice
Třebestovice (en allemand : Trebestowitz) est une commune du district de Nymburk, dans la région de Bohême-Centrale, en République tchèque. Sa population s'élevait à 925 habitants en 2020.

## Géographie
Třebestovice se trouve à 3 km au sud-ouest de Sadská, à 10 km au sud-ouest de Nymburk et à 38 km à l'est-nord-est de Prague.
La commune est limitée par Sadská au nord et à l'est, par Milčice au sud-est et au sud, par Poříčany à l'ouest et par Hradištko au nord-ouest.

## Histoire
La première mention écrite de la localité date de 993.